# Pałac Karschów

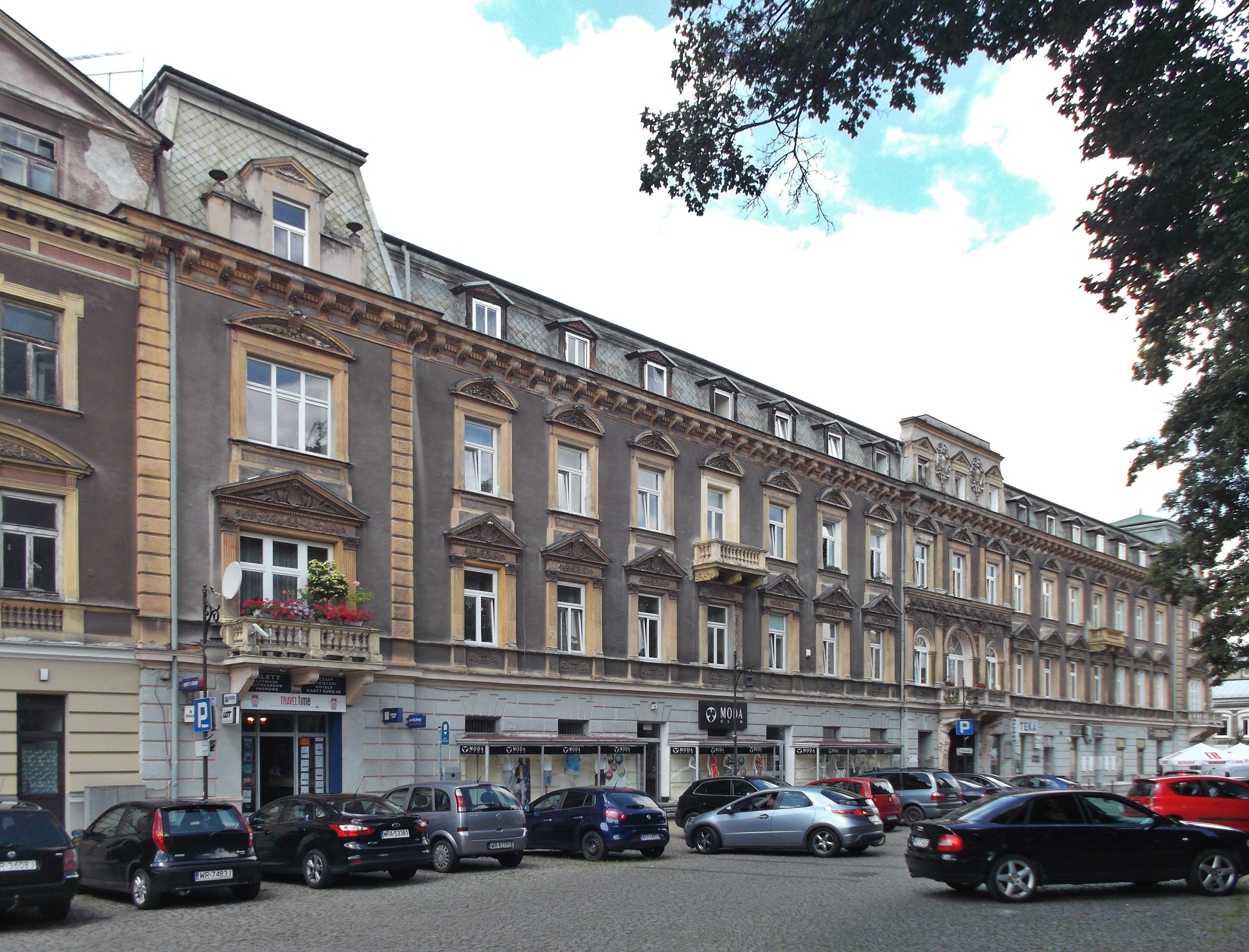
Pałac Karschów, Gesamtansicht von Südosten (2020)

Das ehemalige Pałac Karschów (auch Pałac Karschów i Wickenhagenów; übersetzt: Palais Karsch und Wickenhagen, auch als Karschów Schloss bezeichnet) ist ein denkmalgeschütztes, großzügiges Mietshaus im eklektizistischen Stil in Radom in der Woiwodschaft Masowien in Polen. Das Gebäude wurde von 1881 bis 1882 errichtet und steht in der Stadtmitte am Plac Konstytucji 3 Maja Nr. 5. Namensgebend waren der bzw. die Bauherren.

## Lage
Der Plac Konstytucji 3 Maja ist ein zentraler Platz der Industriestadt Radom. Das ehemalige Pałac Karschów bildet mit dem ehemaligen Hotel Europejski die Westseite des Platzes. Im Norden grenzt es an die Żeromski-Straße. Dort schließt sich westlich das 1827–1828 erbaute, klassizistische Kierzkowski-Palais an. Der Platz wird durch die freistehende Garnisonskirche Św. Stanisława Biskupa geprägt, ehemals die griechisch-katholische Kirche St. Nikolaus. Das gegenüberliegende Bürgerhaus der Familie Staniszewski von 1876 beherbergte zeitweise die Filiale einer deutschen Großbank. Nahezu alle Gebäude stehen unter Denkmalschutz. 

## Geschichte
Radom war im Weichselgebiet des Russischen Zarenreiches ein bedeutender Verwaltungssitz und Sitz militärischer Institutionen. Die Stadt hatte sich zudem in der zweiten Hälfte des 19. Jahrhunderts dynamisch zu einem Wirtschafts- und Industriezentrum entwickelt. Die Industriellen und Gerbereibesitzer Teodor Karsch (1843–1903) und Franciszek Wickenhagen ließen von 1881 bis 1882 das „monumentale“ Mietshaus am damaligen, nach der griechisch-katholischen Kirche benannten, plac Cerkiewny errichten. Vorbild waren die Stadtpalais von Łódźer Industriellen und das Palais Kronenberg in Warschau. Der Architekt ist unbekannt, Ewa Kutyła nennt 2015 Rudolf Meyer als Bauleiter. Die Wohnungen der Eigentümer befanden sich in den oberen Stockwerken des Gebäudes. Das Erdgeschoss des Hauses nahm unter anderem die Apotheke Knabe – später Łagodziński, die Konditorei Przybytniewski, die Kanzlei des Bezirksgerichts und die russische Resursa Obywatelska auf. Die Familie Łagodziński ließ 1890 südlich das Hotel Europejski anbauen, es war in den 1980er Jahren noch das führende Hotel der Stadt. Der Apotheker Feliks Łagodziński war der Schwiegersohn Karschs.
In den Jahren von 1915 bis 1918 beherbergte das Gebäude unter anderem das Theater Miraże. Während der deutschen Besetzung von 1939 bis 1945 befanden sich dort neben anderen Dienststellen Büros der Betriebsdirektion der Deutschen Ostbahn. Die Familien der Besitzer wurden vertrieben und erhielten 1993 das Anwesen zurück. Die Volksrepublik Polen hatte die Apotheke verstaatlicht und das Gebäude 1955 offiziell übernommen. Der Architekt Alfons Pinno, ein Nachkomme Teodor Karschs, übergab nach dem Zweiten Weltkrieg Mobiliar und Teile der Erstausstattung der Wohnungen an das Jacek-Malczewski-Museum in Radom. Ein Teil der Sammlung Kolekcja rodziny Pinno wird in der Dauerausstellung gezeigt.

## Beschreibung
Das Palais im Stil des Eklektizismus, mit Elementen von Neorenaissance und Neobarock, ist ein viergeschossiger Bau mit 19 Fensterachsen und langgestrecktem, rechteckigem Grundriss. Das Dachgeschoss ist als Mansardwalmdach ausgeführt. Der Balkon des dreiachsigen Mittelrisalit wird von zwei Atlanten gestützt. Sein Dachabschluss wurde früher von drei Frauenskulpturen gekrönt. Die Fassade ist reich gegliedert und wird von zwei Eckpavillons flankiert. Im Inneren, sowohl in den Wohnräumen wie auch in den Treppenhäusern sind zahlreiche dekorative Elemente wie Terrakottaböden, Kamine, gusseiserne Treppengeländer und Stuckarbeiten erhalten geblieben.
Das Bauwerk hatte 150 Zimmer und war an der Wende vom 19. zum 20. Jahrhundert das größte Gebäude in Radom.

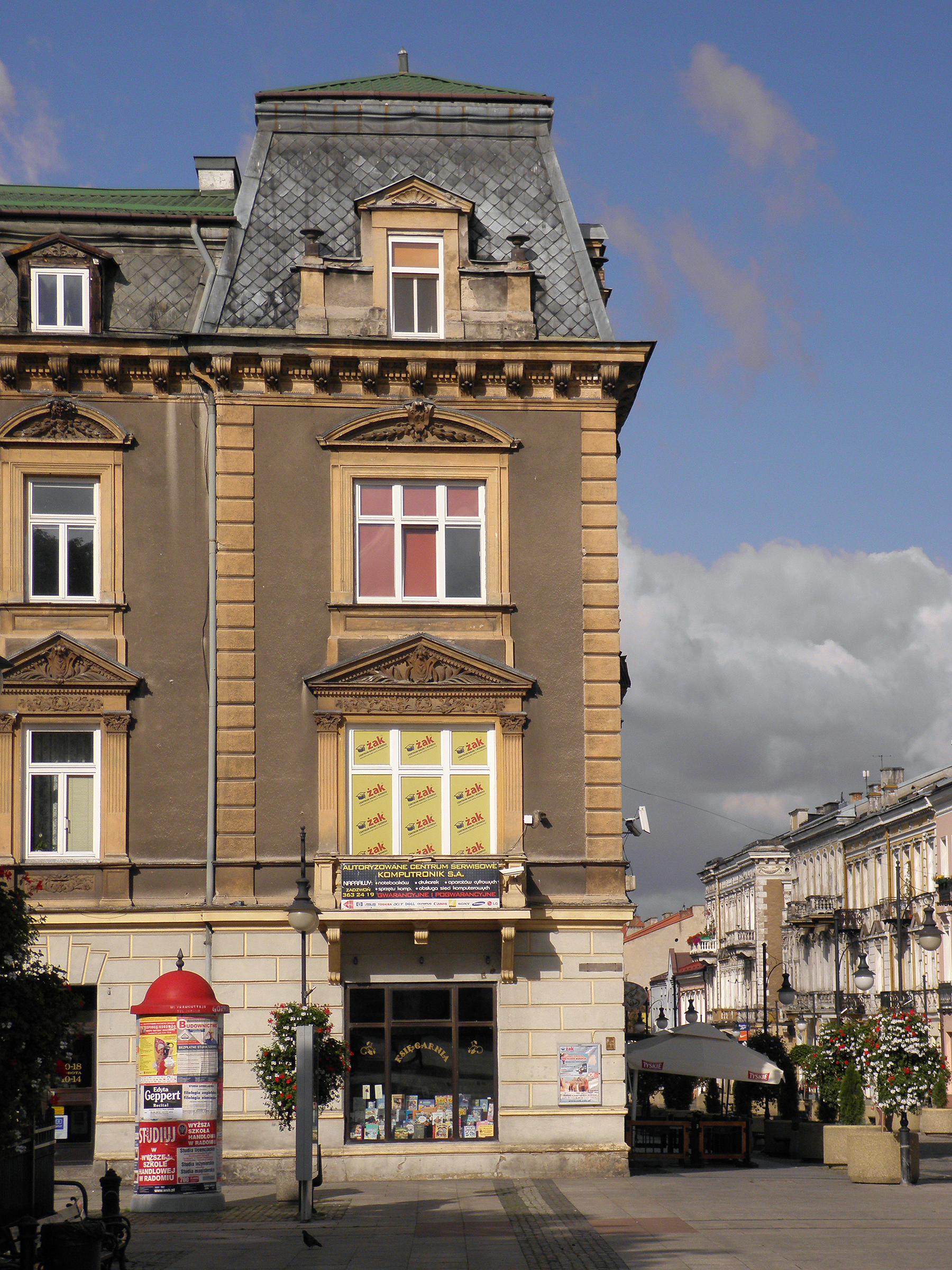
Eckpavillon
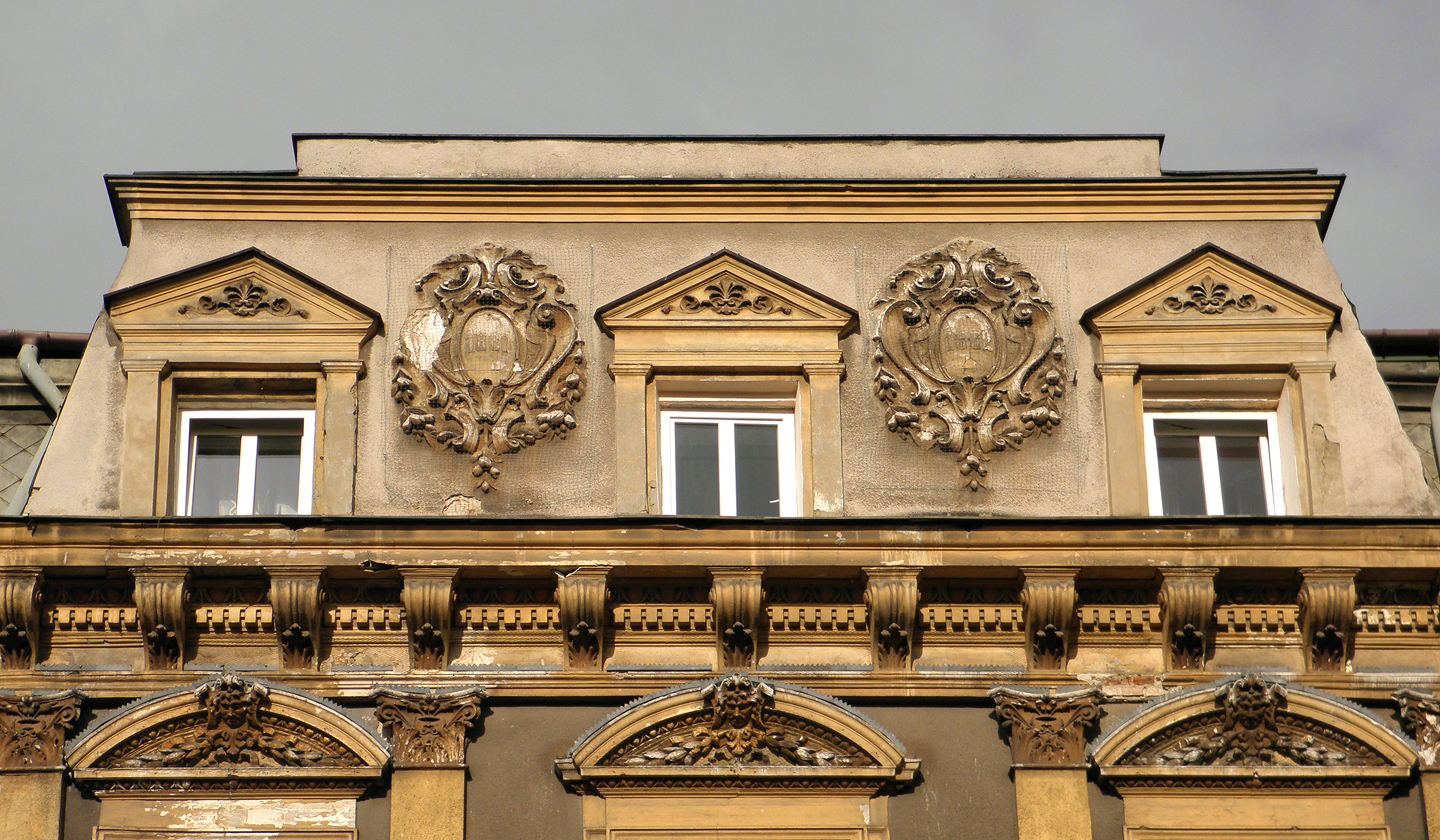
Dach des Mittelrisalits
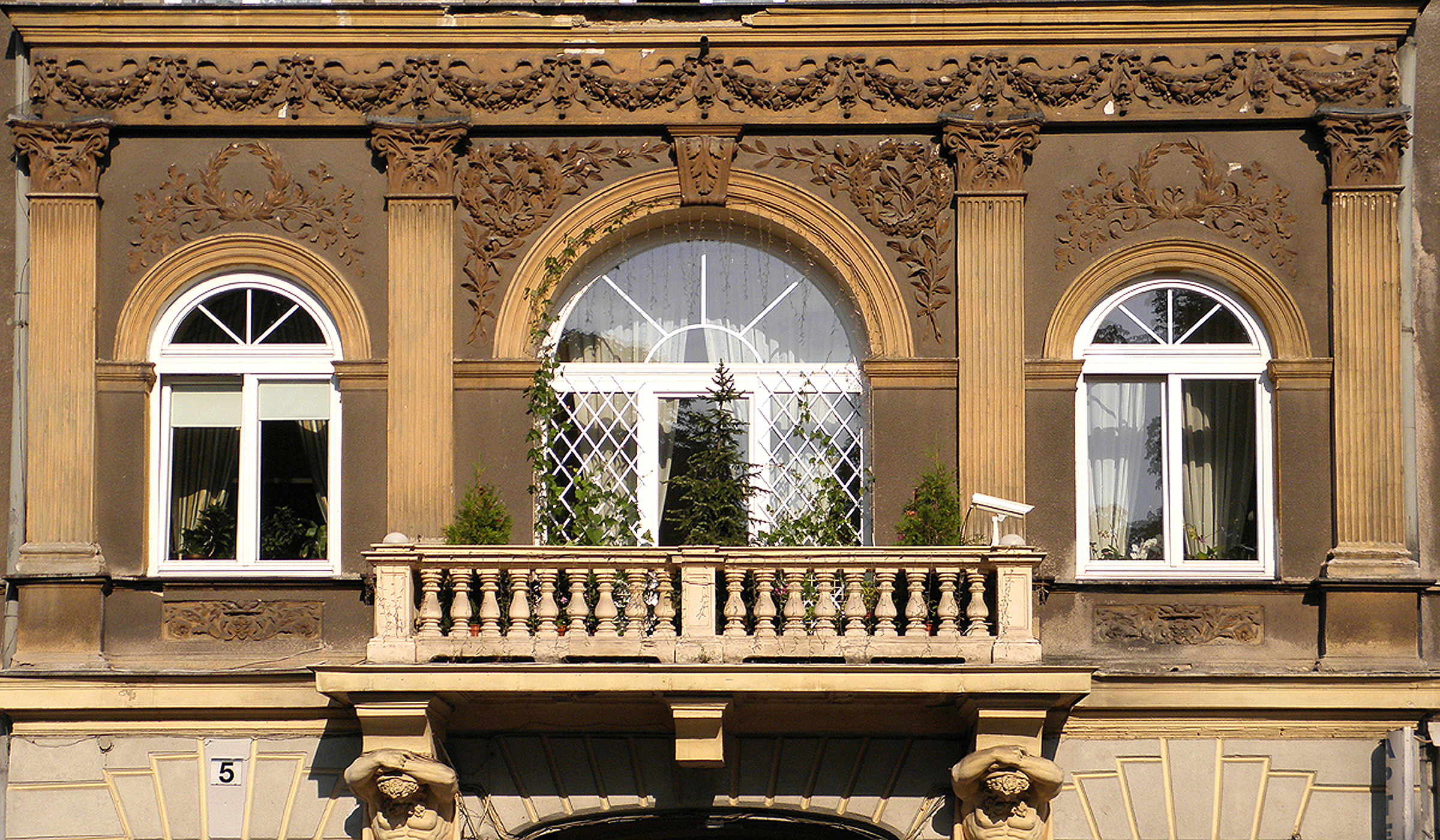
Balkon des Mittelrisalits
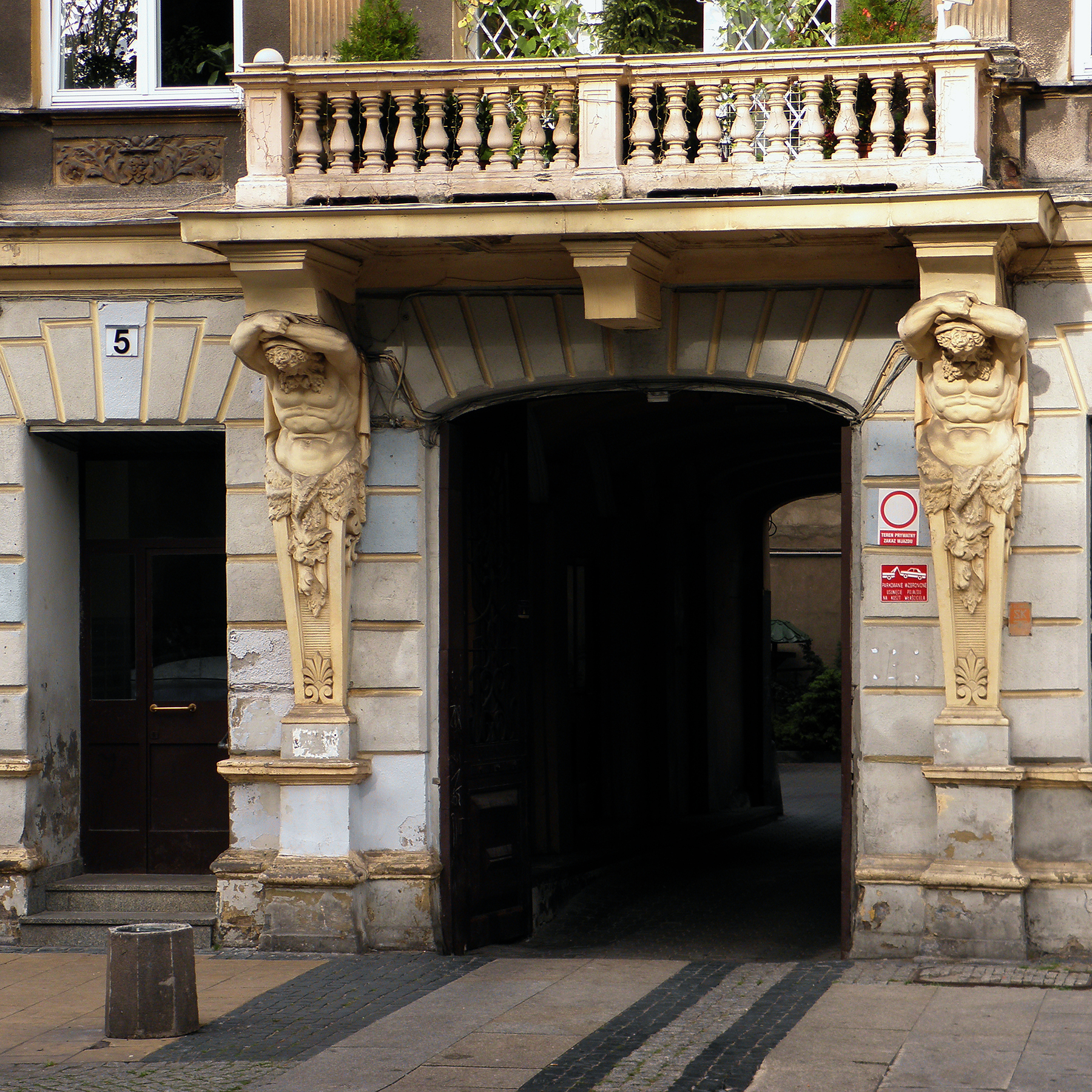
Atlanten und Hauptportal

Das Gebäude wurde am 15. Oktober 1979 unter der Nummer 17/A/79 in die nationale Denkmalliste der Woiwodschaft eingetragen. Zudem besteht Ensembleschutz unter den Nummern 314 vom 1. Dezember 1956, 535/A vom 29. Dezember 1969 und 410/A/89 vom 14. September 1989.